# Kunihiro Iwasaki
Kunihiro Iwasaki (岩崎 邦宏?, Iwasaki Kunihiro; 5 ottobre 1944) è un ex nuotatore giapponese.

## Biografia
Ha vinto la medaglia di bronzo nella 4x100m stile libero ai Giochi Olimpici di Tokyo 1964, all'età di vent'anni.

## Palmarès
- Giochi olimpici

Tokyo 1964: bronzo nella 4x100m sl.